# رمز ژنتیکی

نمایه‌ای برای نشان دادن رمزخوانی یک رمز ژنتیکی استاندارد از چهار اسید آمینه و فرآوری آن به اسیدهای آمینه

کدهای ژنتیکی مجموعه قوانینی است که سلولهای زنده برای ترجمه اطلاعات رمزگذاری شده در مواد ژنتیکی (توالی DNA یا mRNA از سه نوکلئوتید یا کدون) به پروتئین‌ها استفاده می‌کنند. ترجمه توسط ریبوزوم انجام می‌شود، که اسیدهای آمینه را به ترتیب مشخص شده توسط پیام دهنده RNA (mRNA) پیوند می‌دهد، با استفاده از مولکول‌های RNA انتقال (tRNA) برای حمل اسیدهای آمینه و خواندن mRNA سه نوکلئوتید به‌طور همزمان. کد ژنتیکی در بین همه ارگانیسم‌ها بسیار مشابه است و می‌تواند در یک جدول ساده با ۶۴ مدخل بیان شود.
این کد نحوه تعیین کدون‌ها را نشان می‌دهد که در مرحله بعدی پروتئین، کدام اسید آمینه اضافه می‌شود. با استثنائات، یک کدون سه نوکلئوتیدی در یک دنباله اسید نوکلئیک یک اسید آمینه واحد را مشخص می‌کند. اکثریت قریب به اتفاق ژنها با یک طرح واحد رمزگذاری می‌شوند (به جدول کدون RNA مراجعه کنید). این طرح اغلب به عنوان کد ژنتیکی متعارف یا استاندارد یا به سادگی کد ژنتیکی شناخته می‌شود، اگرچه کدهای مختلف (مانند در میتوکندری‌های انسانی) وجود دارند.
اطلاعات درون ژنوم به صورت رشته‌ها یا کلمات سه حرفی موسوم به رمز (Codon) منتقل می‌شوند. هر حرف این کلمه قابل انتخاب از یکی از الفبای چهارتایی اسیدهای نوکلئیک است.
رمزهای شناخته‌شده‌ایی وجود دارد که در فرایند رمزخوانی در ریبوزوم و تولید اسیدهای آمینه تشکیل‌دهنده پروتئین‌ها کارایی دارند. در مجموع بیش از ۲۲ اسید آمینه «طبیعی» شناخته شده‌است. هر رمز از ۳ نوکلئوتید ساخته می‌شود، پس با در نظر گرفتن احتمالات آرایش و چیدمان این چهار نوکلئوتید، ۶۴ حالت (۴ × ۴ × ۴) می‌توانند داشته باشد. پس به رمزی که این دو را به هم تبدیل می‌کند افزونگی دارد.
در بیشتر موارد، رمز ژنتیکی که از روی آن اطلاعات ژنوم به پروتئین تبدیل می‌شود، در جاندارهای گوناگون یکسان یا همانند است.

## جدول کدون
| ناقطبی | قطبی | بازی | اسیدی | (کدون خاتمه) |

| باز اول | باز دوم | باز دوم            | باز دوم | باز دوم         | باز دوم | باز دوم               | باز دوم | باز دوم           | باز سوم |
| باز اول | T       | T                  | C       | C               | A       | A                     | G       | G                 | باز سوم |
| ------- | ------- | ------------------ | ------- | --------------- | ------- | --------------------- | ------- | ----------------- | ------- |
| T       | TTT     | (Phe/F) فنیل‌آلانین | TCT     | (Ser/S) سرین    | TAT     | (Tyr/Y) تیروزین       | TGT     | (Cys/C) سیستئین   | T       |
| T       | TTC     | (Phe/F) فنیل‌آلانین | TCC     | (Ser/S) سرین    | TAC     | (Tyr/Y) تیروزین       | TGC     | (Cys/C) سیستئین   | C       |
| T       | TTA     | (Leu/L) لوسین      | TCA     | (Ser/S) سرین    | TAA     | کدون خاتمه (Ochre)    | TGA     | کدون خاتمه (Opal) | A       |
| T       | TTG     | (Leu/L) لوسین      | TCG     | (Ser/S) سرین    | TAG     | کدون خاتمه (Amber)    | TGG     | (Trp/W) تریپتوفان | G       |
| C       | CTT     | (Leu/L) لوسین      | CCT     | (Pro/P) پرولین  | CAT     | (His/H) هیستیدین      | CGT     | (Arg/R) آرژینین   | T       |
| C       | CTC     | (Leu/L) لوسین      | CCC     | (Pro/P) پرولین  | CAC     | (His/H) هیستیدین      | CGC     | (Arg/R) آرژینین   | C       |
| C       | CTA     | (Leu/L) لوسین      | CCA     | (Pro/P) پرولین  | CAA     | (Gln/Q) گلوتامین      | CGA     | (Arg/R) آرژینین   | A       |
| C       | CTG     | (Leu/L) لوسین      | CCG     | (Pro/P) پرولین  | CAG     | (Gln/Q) گلوتامین      | CGG     | (Arg/R) آرژینین   | G       |
| A       | ATT     | (Ile/I) ایزولوسین  | ACT     | (Thr/T) ترئونین | AAT     | (Asn/N) آسپاراژین     | AGT     | (Ser/S) سرین      | T       |
| A       | ATC     | (Ile/I) ایزولوسین  | ACC     | (Thr/T) ترئونین | AAC     | (Asn/N) آسپاراژین     | AGC     | (Ser/S) سرین      | C       |
| A       | ATA     | (Ile/I) ایزولوسین  | ACA     | (Thr/T) ترئونین | AAA     | (Lys/K) لیزین         | AGA     | (Arg/R) آرژینین   | A       |
| A       | ATG[A]  | (Met/M) متیونین    | ACG     | (Thr/T) ترئونین | AAG     | (Lys/K) لیزین         | AGG     | (Arg/R) آرژینین   | G       |
| G       | GTT     | (Val/V) والین      | GCT     | (Ala/A) آلانین  | GAT     | (Asp/D) اسید آسپارتیک | GGT     | (Gly/G) گلیسین    | T       |
| G       | GTC     | (Val/V) والین      | GCC     | (Ala/A) آلانین  | GAC     | (Asp/D) اسید آسپارتیک | GGC     | (Gly/G) گلیسین    | C       |
| G       | GTA     | (Val/V) والین      | GCA     | (Ala/A) آلانین  | GAA     | (Glu/E) اسید گلوتامیک | GGA     | (Gly/G) گلیسین    | A       |
| G       | GTG     | (Val/V) والین      | GCG     | (Ala/A) آلانین  | GAG     | (Glu/E) اسید گلوتامیک | GGG     | (Gly/G) گلیسین    | G       |

A  کدون ATG هم متیونین را کد می‌کند و به عنوان پایگاه اولیه استفاده می‌شود: اولین ATG یک ناحیه کدی آران‌ای پیام‌رسان است که ترجمه به پروتئین را شروع می‌کند.